# HD 48189
HD 48189，又名CP-61 688，SAO 249604、HR 2468，是一颗恒星，视星等为6.18，位于銀經271.21，銀緯-25.19，其B1900.0坐标为赤經6h 36m 56.2s，赤緯-61° -25.19′ 41″。